# Гіббон (Небраска)
Гіббон (англ. Gibbon) — місто (англ. city) в США, в окрузі Баффало штату Небраска. Населення — 1878 осіб (2020).

## Географія
Гіббон розташований за координатами 40°44′46″ пн. ш. 98°50′45″ зх. д. / 40.74611° пн. ш. 98.84583° зх. д. (40.746067, -98.845814).  За даними Бюро перепису населення США в 2010 році місто мало площу 2,25 км², уся площа — суходіл.

## Демографія
Згідно з переписом 2010 року, у місті мешкали 1833 особи в 654 домогосподарствах у складі 471 родини. Густота населення становила 815 осіб/км².  Було 698 помешкань (310/км²).
Расовий склад населення:
| - 75,2 % — білих - 0,4 % — чорних або афроамериканців - 0,3 % — вихідців з тихоокеанських островів - 0,3 % — корінних американців - 0,3 % — азіатів - 21,3 % — осіб інших рас |

До двох чи більше рас належало 2,2 %. Частка іспаномовних становила 32,4 % від усіх жителів.
За віковим діапазоном населення розподілялося таким чином: 31,1 % — особи молодші 18 років, 54,6 % — особи у віці 18—64 років, 14,3 % — особи у віці 65 років та старші. Медіана віку мешканця становила 34,1 року. На 100 осіб жіночої статі у місті припадало 98,6 чоловіків;  на 100 жінок у віці від 18 років та старших — 101,4 чоловіків також старших 18 років.
Середній дохід на одне домашнє господарство  становив 51 590 доларів США (медіана — 44 079), а середній дохід на одну сім'ю — 60 420 доларів (медіана — 50 917). Медіана доходів становила 37 391 долар для чоловіків та 31 767 доларів для жінок. За межею бідності перебувало 14,4 % осіб, у тому числі 21,5 % дітей у віці до 18 років та 6,2 % осіб у віці 65 років та старших.
Цивільне працевлаштоване населення становило 922 особи. Основні галузі зайнятості: виробництво — 34,2 %, освіта, охорона здоров'я та соціальна допомога — 14,9 %, роздрібна торгівля — 12,3 %.